# Promachus venatrix
Promachus venatrix är en tvåvingeart som först beskrevs av Hobby 1936.  Promachus venatrix ingår i släktet Promachus och familjen rovflugor.
Artens utbredningsområde är Kenya. Inga underarter finns listade i Catalogue of Life.